# پارک ملی گمبه
پارک ملی گـُمبه، که با نام پارک ملی نهر گومبه نیز شناخته می‌شود، در غرب استان کیگوما در تانزانیا، در فاصله ۱۰ مایل (۱۶ کیلومتر) شمال شهر کیگوما قرار دارد. گُمبه که در سال ۱۹۶۸ تأسیس شد، یکی از کوچکترین پارک‌های ملی در تانزانیا است که تنها ۱۳٫۵ مایل مربع (۳۵ کیلومتر مربع) زمین حفاظت شده در امتداد تپه‌های ساحل شرقی دریاچه تانگانیکا را در بر می‌گیرد. این زمین با دره‌های شیب‌دار متمایز می‌شود و پوشش گیاهی علفزار تا ساوانا تا جنگل‌های بارانی استوایی را در بر می‌گیرد. این پارک فقط با قایق قابل دسترسی است. گمبه به عنوان مکانی که جین گودال تحقیقات رفتارشناسی در مورد جمعیت شامپانزه‌ها که پیشگامانه بود را در آن انجام داد، مشهور است.
سطوح بالای تنوع گُمبه آن را به یک مقصد گردشگری محبوب تبدیل کرده‌است. علاوه بر شامپانزه‌ها، نخستی‌های ساکن گُمبه شامل بابون‌های زیتونی ساحلی، کلوبوس قرمز میمون‌های دم قرمز، میمون آبی، و میمون‌های سرخ‌رنگ از ساکنان این پارک هستند. میمون‌های دم قرمز و میمون‌های آبی در این منطقه هیبرید می‌شوند. این پارک همچنین خانه بیش از ۲۰۰ گونه پرنده و خوک بیشه‌ای است. همچنین گونه‌های زیادی از مارها و گاهی اسب آبی و پلنگ در آن می‌زیند.